# Ericusa naniforma
Ericusa naniforma is een slakkensoort uit de familie van de Volutidae. De wetenschappelijke naam van de soort werd voor het eerst geldig gepubliceerd in 2013 door Bail en Limpus.